# Maru-Se
Die Maru-Se war ein Kleinst-U-Boot des kaiserlich japanischen Marine, welches gegen Ende des Zweiten Weltkrieges in der Marinewerft Yokosuka gebaut wurde.

## Entwicklungsgeschichte
Da dieses experimentelle U-Boot mit Raketenantrieb unter strengster Geheimhaltung konzipiert wurde, sind weder Aussehen noch Schiffsmaße bekannt. Der Antrieb basierte auf Wasserstoffperoxid und Ammoniumradikal (H2N). Als Bewaffnung waren im Bug zwei Torpedorohre für Torpedos im Kaliber von 45 cm vorgesehen.

## Verbleib
Das Boot wurde vor seiner Fertigstellung verschrottet.